# Ametor scabrosus
Ametor scabrosus är en skalbaggsart som först beskrevs av Horn 1873.  Ametor scabrosus ingår i släktet Ametor och familjen palpbaggar. Inga underarter finns listade i Catalogue of Life.